# Aldborough Hatch
Aldborough Hatch es un barrio en Ilford en el este de Londres, Inglaterra, dentro del distrito londinense de Redbridge. Se encuentra 11,1 millas (18 km) al este-noreste de Charing Cross. Es una localidad semirrural situada al este de Barkingside y Newbury Park.
Aldborough también es un barrio en el distrito londinense de Redbridge. La población en el censo de 2011 era 14.544.

## Toponimia e historia
El nombre probablemente deriva de la familia Alborgh o Albourgh que ocupó la mansión en la Edad Media y se menciona en registros de los siglos XIV y XV. 'Hatch' deriva de la palabra inglesa antigua hæcc ('una puerta de escotilla'), que originalmente daba acceso al bosque Hainault cuando estaba aquí. Está marcado como Aldborough Hatch en el mapa de Ordnance Survey de 1883.
El bosque de Hainault solía tener unos 3.000 acres y era un bosque de caza real que proporcionaba venado para la mesa del rey. El Parlamento lo consideró un desperdicio y en 1819 aprobó un proyecto de ley para la deforestación del bosque de Hainault, que fue rechazado por la Cámara de los Lores. En 1851, ignorando la opinión pública, el parlamento impulsó la Ley de Cierre del Bosque de Hainault (1851), que permitió convertir el área para uso agrícola. Se arrancaron 24.714 robles, 3.377 trasmochos de roble y 86.679 trasmochos de carpe (más del 90% del bosque), algunos de los cuales se transportaron para construir barcos para la Royal Navy. Se construyeron caminos rectos como Hainault Road y Painters Road para permitir el acceso a las nuevas granjas. Se descubrió que el terreno era marginal y desde entonces se ha construido algo en él.

## Edificios catalogados

### Listado estatutariamente
Los edificios siguientes son edificios protegidos por la ley.
- Iglesia de San Pedro, Aldborough Road North, grado II, catalogada el 22.2.79, construida en 1862
- Granero en Aldborough House Farm, Oaks Lane, anteriormente Capilla, Grado II, catalogado el 22.2.79, construido en 1730
- Refugio de autobuses de la estación de Newbury Park, Eastern Avenue, grado II, catalogado el 19.3.81, construido en 1949

### Listado localmente
Los edificios a continuación son edificios catalogados localmente.
- Gazebo y muros de la taberna, alrededor del siglo XVIII, Aldborough Road North, al sur de Dick Turpin Inn
- Antigua escuela adyacente a la iglesia de San Pedro, Aldborough Road North
- Sobreviviendo las paredes norte y oeste del recinto de la huerta, alrededor de 1800, r/o Nos. 211–233, Oaks Lane
- Gran granero de madera, alrededor del siglo XVIII, Aldborough Hatch Farm, Oaks Lane
- Granero B, alrededor de 1850, edificio típico de madera blanda aserrada a máquina, Aldborough Hatch Farm, Oaks Lane
- Muro del jardín en la parte trasera de 1-2 Lake Cottages, Oaks Lane
- Granja de blancos, alrededor de 1860, Oaks Lane
- Granja Hainault, Hainault Road (lado oeste), construida en 1855
- Edificios agrícolas, números 1 a 4 (consec) adyacentes a Hainault Works, Hainault Road (lado este)

## Lugares de adoración

### Iglesia de San Pedro
En virtud de la Ley de cierre del bosque de Hainault (1851), se reservó un terreno para la construcción de una iglesia para la nueva población que se esperaba en el distrito. En 1861, los Comisionados de Bosques y Bosques acordaron donar 1.000 libras esterlinas para un edificio que ocuparía el lugar de la capilla en Aldborough Hatch, y prometieron que continuarían con el pago anual de 20 libras esterlinas para el salario del titular. Los habitantes locales también contribuyeron al fondo de construcción, incluida la señora Verbeke, que vivía en Aldborough Grange. En 1861/62 se construyó una iglesia y se formó una capilla de distrito, tomada de la parroquia de Holy Trinity, Barkingside. La iglesia de San Pedro, Aldborough Hatch, fue diseñada por Arthur Ashpitel en un estilo del siglo XIII. Los constructores también tenían el contrato para demoler el puente de Westminster, que fue construido con piedra de Portland. En lugar de utilizar ladrillos de las ladrilleras de Ilford, era más barato transportar la piedra en barcazas, caballos y carros. La iglesia fue consagrada el 6 de mayo de 1862.

#### Órgano
El órgano de San Pedro fue construido por Gray y Davison para la Exposición de Londres de 1862 celebrada en los jardines de la Royal Horticultural Society. En este lugar se encuentra actualmente el Museo de Ciencias. Se dice que el órgano se instaló luego en una taberna del East End de Londres antes de ser adquirido por Charles y Bessie Painter de Aldborough Hall, quienes lo donaron a St. Peter's en 1898 en memoria de su hijo, Charles Alec, quien Murió el 11 de febrero de 1893 a la edad de seis meses. Herbert Freshwater fue nombrado soplador de órganos por £ 1 10 por año en 1898, ya que el órgano se bombeaba manualmente hasta 1951. El órgano fue reconstruido y ampliado por Gray y Davison en 1958. La restauración en 1994 costó £17.500 y en 1999 se instalaron dos topes para acoplar el pedal grande a los grandes y elegantes manuales. La taberna, donde se dice que se instaló el órgano, era probablemente Ship and Turtle en Leadenhall Street, Londres, propiedad del Sr. George Painter de Aldborough Hall.

#### Escuela y pasillos de la iglesia
La escuela Aldborough Hatch Church of England se construyó en 1867. El arquitecto fue GR Clarke. Hay una piedra grabada debajo del alero que dice "Su Majestad la Reina Victoria concedió este sitio y 200 libras esterlinas para la construcción de esta escuela erigida para la gloria de Dios y para uso de los pobres de Aldborough Hatch". Fue construido para albergar a 160 niños y niñas. En 1895 la asistencia promedio era de 135 personas. La escuela se cerró en 1912 cuando el edificio se adaptó para su uso como pasillos de la Iglesia de San Pedro. En 1948, el sitio de los salones de la iglesia fue comprado a Crown Land Commissioners por £ 50. Las salas se ampliaron en 1958 a un costo de £ 4.714,14 chelines 5 peniques, cuando se agregaron dos estructuras de techo plano. Uno es un gran salón que da a Aldborough Road North, el otro es una sala de la sacristía en la esquina noroeste. La sede del 1.er Grupo Scout de Aldborough Hatch (St. Peter's) se añadió e inauguró el 3 de febrero de 1979.

#### Casa del párroco
La primera vicaría se construyó alrededor de 1879 junto a la esquina suroeste del cementerio. Tenía un extenso jardín al sur, un gran campo al oeste, conocido como la pradera, y un lago al sur de éste. La pradera era utilizada para fiestas y fiestas en el jardín, y para los Scouts y Guías que acampaban allí. Cuando vivía allí era común que el Revdo. Pickles para nadar en el lago y dedicarse desnudos a la jardinería. La vicaría fue demolida en 1965 cuando el Revdo. Jack Hesketh, quien, como titular, poseía los títulos de propiedad de la vicaría y los terrenos asociados, y con el acuerdo de los Crown Land Commissioners los vendió a un constructor de viviendas por £ 82,500. La suma se invirtió en beneficio del vicario, lo que significaba que su estipendio era uno de los mayores de la diócesis y se decía que era mayor que el del obispo. El Revdo. Hesketh murió repentinamente a finales de 1965, sólo disfrutó de este estipendio durante unos meses y nunca ocupó la nueva vicaría que se construyó como parte del acuerdo con los constructores. Cuando la ley de la iglesia cambió en la década de 1970, el estipendio volvió a ser el mismo que para el resto del clero, y la diócesis probablemente puso el resto en sus fondos generales. Por lo tanto, excepto por un breve período, ni los vicarios posteriores ni la parroquia se beneficiaron financieramente de la venta del terreno (cuyas ganancias valdrían hoy más de £1 millón), a pesar de las garantías dadas al Consejo de la Iglesia Parroquial en el tiempo. La nueva vicaría se construyó cerca del sitio de la antigua y tiene una oficina parroquial adjunta con su propia entrada exterior. Las diversas viviendas que se construyeron ahora forman St Peters Close.

### Sinagoga de reforma del suroeste de Essex y asentamientos
La sinagoga South West Essex and Settlement Reform está en Oaks Lane y fue fundada en 1956.

### Centro de becas cristianas del este de Londres
El centro está en la granja White en Oaks Lane y es una iglesia cristiana evangélica. Realiza servicios en inglés y chino (cantonés y mandarín).

### Academia Sij Mata Sahib Kaur
La academia fue fundada a principios de este siglo y cerró el domingo 21 de agosto de 2016. Fue en lo que solía ser la iglesia metodista en Oaks Lane que se construyó en 1934.

### Centro Cultural Islámico de Newbury Park
El centro está ubicado en Oaks Lane, cerca de la granja White. Hay una sala principal de oración con capacidad para hasta 75 fieles y un sótano sala de oración y salón de conferencias con capacidad para 75 fieles. A principios de 2017 se completó una mezquita de una sola planta

## Educación

### Escuela primaria William Torbitt
La escuela primaria William Torbitt está en la carretera A12 (Eastern Avenue). La escuela lleva el nombre de William Stansfield Torbitt, quien fue director de Educación del distrito municipal de Ilford de 1903 a 1938. La inauguración oficial de la escuela se celebró el 9 de septiembre de 1937. La ceremonia estuvo a cargo del alcalde de Ilford, Alderman H. Billington JP, y estuvo presente el Sr. William Torbitt.

### Escuela secundaria del parque Oaks
La escuela secundaria Oaks Park en Oaks Lane abrió sus puertas el viernes 7 de septiembre de 2001 y es una escuela integral mixta de 10 a 19 años con 1260 estudiantes en la escuela principal. El sexto curso ha crecido rápidamente desde que abrió en septiembre de 2006 y ofrece una amplia gama de cursos a estudiantes, tanto de Oaks Park como de otras escuelas. Tiene cerca de 600 estudiantes. Oaks Park se convirtió en una escuela de música especializada en septiembre de 2006.

### Centro Cultural Islámico de Newbury Park
El centro ofrece educación en la religión del Islam.

## Transporte

### Trenes
Estación de metro Newbury Park en la línea Central está en el extremo occidental de Aldborough Hatch.

### Autobuses
Todas las líneas de autobús discurren por la carretera A12 que discurre por la zona.
Una antigua ruta de transporte de Londres 139 solía discurrir a lo largo de la carretera A12. El autobús Eastern National 251 solía circular por la carretera A12.

## Granja y finca de Aldborough
Aldborough Grange era una mansión que se encontraba en la esquina sur donde Applegarth Drive se encuentra con Aldborough Road North, frente a la iglesia de San Pedro. En 1836, William Pearce JP de Aldborough Grange (Great Ilford) escribió una carta al comité de finanzas, sugiriendo que el costo de alimentar a los prisioneros en espera de ser examinados por un magistrado debería pagarse con la tarifa del condado, ya que esto ya no lo podían pagar los pobres. tasa.
La mansión fue demolida y se construyeron casas en la década de 1930 formando Aldborough Grange Estate. Un folleto elaborado por Suburban Developments (London) Limited anunciaba sus casas "Tipo C mejoradas": "¡Ven a vivir aquí! Estarás feliz y orgulloso de tu casa. Aldborough Grange Estate está a 30 minutos de Londres por el London North Eastern Railway (LNER) hasta la estación de Newbury Park. Bájese en Newbury Park y el Estate se encuentra a unos minutos a pie por Ilford hasta Southend Road, justo en la puerta; la playa está a menos de una hora en autobús;. ¡Todo para todos!" Las casas del centro tenían un precio de £695 y con un garaje construido con ladrillos el precio subía a £780. "¡Depósito de £ 35 y tomas posesión!" "Estas casas no tienen nada de mala calidad, todo es moderno y de lo mejor", decía el folleto.

## Aldborough Hall y centro ecuestre
Aldborough Hall se construyó en la década de 1830 en la esquina noroeste de lo que ahora es el cruce de Aldborough Road North y Painters Road. La familia Painter fue propietaria de la sala desde la década de 1850 hasta principios del siglo XX, cuando fue comprada por un miembro de la familia McAdam, conocida por su tecnología de construcción de carreteras con macadán. La sala fue utilizada como comedor de oficiales durante la Segunda Guerra Mundial por el cercano aeródromo de Fairlop. Bob y Mary Garrett llevaron a cabo importantes renovaciones y reconstrucciones después de la guerra, ya que la sala estaba en mal estado. Las dependencias se salvaron y se incorporaron al edificio del Centro Ecuestre Aldborough Hall, fundado en 1956.

### Cabina de policía
La cabina de policía J47 estuvo en la entrada de Aldborough Hall en la esquina norte del cruce de Painters Road y Aldborough Road desde el 6 de enero de 1936 al 17 de agosto de 1959.

## Granjas
Las fincas a continuación están en la zona.

### Granja de la casa de Aldborough
La granja Aldborough House fue construida en Oaks Lane en 1856. Un granero en la granja es un edificio protegido.

### Granja Aldborough Hatch
La granja Aldborough Hatch, también en Oaks Lane, fue construida en 1854. Se fusionó con la granja Aldborough House cuando se construyó la finca Oaks Lane y se perdió el terreno.

### Granja de Aldborough Hall
La granja Aldborough Hall en Aldborough Road North se construyó alrededor de 1855. Se expandió al mercado de frutas y verduras para recoger usted mismo y abrió una tienda agrícola a mediados de la década de 1960. En colaboración con la RSPCA, la granja rescató animales y permitió que el público los viera. El Ayuntamiento de Redbridge recuperó el terreno en 2004 para la extracción de grava. La tienda de recogida y la granja cerraron y los animales fueron realojados. La finca se cerró al público en 2006.

### Granja de sauces
La granja Willow Farm, en Billet Road, fue construida a finales del siglo XIX. El plan local del distrito londinense de Redbridge (página 29) incluye la construcción de 1100 nuevas viviendas en la finca.

### Granja de blancos
La casa de campo Whites Farm en Oaks Lane fue construida en 1860 y tiene una terraza de hierro. Es un edificio protegido localmente. La granja se asoció con la familia de John Le White en 1285. El East London Christian Fellowship Center tiene su sede aquí.

### Granja Hainault
La casa de campo y los edificios de Hainault Farm se construyeron en 1855. Están listados localmente. La granja está en el extremo este de lo que se convirtió en RAF Fairlop.

## RAF Fairlop
Hubo un aeródromo en la llanura de Fairlop durante la Primera Guerra Mundial que volaba Sopwith Camels. Los hangares para ellos frente a Hainault Farm se utilizaron durante la Segunda Guerra Mundial y existen hoy. El aeródromo volvió a ser agrícola después de la guerra. A finales de la década de 1930, fue comprado por la Corporación de la Ciudad de Londres con la intención de convertirlo en un aeropuerto importante, pero la crisis de Múnich en 1938 provocó que el proyecto fuera archivado. En septiembre de 1940 fue requisado por el Ministerio de Defensa y entró en funcionamiento el 10 de septiembre de 1941, tras la Batalla de Gran Bretaña. Los últimos vuelos operativos tuvieron lugar en marzo de 1944. Durante la Segunda Guerra Mundial estuvieron estacionados allí más de 1.000 personas. Spitfires y Typhoons se encontraban entre los aviones que volaron desde Fairlop. La estación cerró en agosto de 1946. Se volvió a considerar brevemente como sitio para un nuevo aeropuerto de Londres, pero en 1950 el gobierno decidió que debía permanecer como un espacio abierto y en su lugar se desarrolló Heathrow.

## Aguas Fairlop
Fairlop Waters en Fairlop Plain se encuentra en el extremo norte de Aldborough Hatch. La entrada principal está en Forest Road, cerca de la estación Fairlop. La ruta de autobús 462 de Tfl también ofrece un servicio. Parte de él fue Fairlop Airfield durante las dos guerras mundiales. Anteriormente tierra de la corona, entonces era propiedad del Consejo del Condado de Londres y ahora del Consejo de Redbridge. La extracción de arena y grava comenzó en la década de 1950 y continúa en la actualidad. Las zonas extraídas se rellenaron y forman el parque y centro de ocio. Además de la flora y la fauna, hay un lago de 38 acres para practicar piragüismo, vela y windsurf, que cuenta con dos islas, la mayor de las cuales es hábitat de aves silvestres. Hay campos de golf de 9 y 18 hoyos y un lago de especímenes para los pescadores. También hay un salón de actos/sala de reuniones, bar y restaurante. La zona fue objeto de una objeción a los planes para un hipódromo para todo clima, que fueron anulados en 2002 por el vice primer ministro John Prescott.

## Carril de persecución
The London Gazette del 13 de enero de 1863, al informar sobre la creación de la capilla de San Pedro en Aldborough Hatch y los límites de la parroquia, afirma, "en un punto en el medio de Oaks-Lane, frente al centro del sur- extremo oriental de cierto carril que conduce a Lover's-walk. No está claro exactamente dónde estaba el paseo de los Amantes, pero posiblemente sea lo que ahora se conoce como Chase Lane (sendero 97) que va desde Oaks Lane, al otro lado de la línea del metro de Londres desde la estación Newbury Park y continua hasta Perkins Road.

## Exploración
El área tiene varios vínculos con el Movimiento Scout desde la década de 1930 hasta la actualidad.

### Jefe explorador
El vínculo más antiguo con el Movimiento Scout, aunque peculiar, fue en la década de 1930, cuando la familia Rowallan construyó nuevas casas al sur. Lord Rowallan era el jefe explorador en ese momento.

### 1.ergrupo scout de Aldborough Hatch (San Pedro)
El grupo se formó a principios de la década de 1930, pero en 1939, cuando muchos jóvenes fueron a la guerra, cerró. En 1946, Archie Titmarsh (conocido por todos como Mr T), un lector laico de la iglesia de San Pedro reunió a los niños del coro y les preguntó si querían ser Scouts o Boys' Brigade. Optaron por ser Scouts y se reformó el 1.er Grupo Scout de Aldborough Hatch (San Pedro).

### 2do grupo de exploradores de Aldborough Hatch
El Grupo Scout se formó a mediados del siglo XX y existió durante varios años. Se encontraron en la 'cabaña blanca' que estaba en la esquina de Oaks Lane donde comienza Chase Lane. Más tarde, la cabaña se convirtió en el cuartel general del Ejército de Salvación local. El sitio es ahora la ubicación del Centro Cultural Islámico y la mezquita de Newbury Park.

### Editor General de la Asociación Scout
Ron Jeffries nació en 1933 en el Hospital King George y pasó prácticamente toda su vida en Aldborough Hatch. Se convirtió en líder Cub Scout en 1956 y luego en líder Scout en 1963 del 1.er Grupo Scout de Aldborough Hatch (St. Peter). Asumió el cargo de Subcomisionado de Distrito para la Capacitación de Líderes en 1967. En 1968, cuando Rex Hazlewood se jubilaba, fue nombrado editor general de la Asociación Scout, cargo que ocupó hasta 1979. La revista Scout dejó de publicarse en 1966 y en 1971 cambió el nombre de la revista The Scouter a Scouting para darle un atractivo más amplio. En abril de 1979, durante su último año como editor, el jefe explorador Sir William Gladstone le entregó la Bellota de Plata por sus servicios a la Asociación. También escribió varios libros sobre el Movimiento Scout. Murió el 15 de diciembre de 2020 en el Hospital King George.

### Camping Hargreaves
El campamento Hargreaves en Hainault Road abrió sus puertas en la década de 1950. Tiene una Tienda Scout.

## Pozo de San Chad
St. Chad's Well estaba en Billet Road y llevaba el nombre del santo patrón de los pozos medicinales, St. Chad. Se decía que era de gran beneficio para quienes padecían enfermedades de la vista. El Ayuntamiento de Ilford colocó una placa conmemorativa en el lugar como parte de las conmemoraciones del Festival de Gran Bretaña.

## Casa pública Dick Turpin
El Dick Turpin original era una cervecería en una de las cabañas de Aldborough Hall Farm que se cree que data del siglo XVI. El censo de 1861 incluye a un cervecero y su familia. Las cabañas se quemaron en un incendio en septiembre de 1966. En 1912 se inauguró el edificio actual para vender cerveza Mann, Crossman y Paulin. El nombre de Dick Turpin se eliminó en 2006 cuando se convirtió en un restaurante Miller & Carter, pero se restableció en 2011 después de una campaña.

### Salón del cuco
El Capitán Williams vivía en una casa en un jardín amurallado en 1777. Probablemente se trataba de la antigua Casa del Reloj, derribada a principios del siglo XIX, salvo por los muros del jardín de ladrillo rojo con albardilla a dos aguas y un antiguo cenador con tejado a cuatro aguas.

## Cervecería Sociedad Solvay
La cervecería Solvay Society se trasladó desde el norte de Londres a la cervecería Cuckoo en Aldborough Hall Farm en 2016. La cervecería era anteriormente Ha'penny Brewery creada por Gavin Happé y Chris Penny en 2009. La Sociedad Solvay, propiedad de Roman Hochuli, elabora cervezas belgas con un toque diferente. La cervecería se llama Cuckoo Brewery porque Cuckoo Hall estaba al lado de la granja y no porque sea una cervecería de cuco en el sentido normal. A principios de 2021, se trasladaron a un arco ferroviario en la E11 de Londres y dejaron de elaborar cerveza a finales de 2022.